# Opisthoporodesmus obtectus
Opisthoporodesmus obtectus är en mångfotingart som beskrevs av Filippo Silvestri 1899. Opisthoporodesmus obtectus ingår i släktet Opisthoporodesmus och familjen Opisotretidae. Inga underarter finns listade i Catalogue of Life.